# Gesellschaft Schweiz-Palästina
Die Gesellschaft Schweiz-Palästina (GSP, frz. Association Suisse-Palestine, ital. Associazione Svizzera-Palestina) ist ein Verein zur Förderung der Freundschaft zwischen der Schweiz und dem Volk im Staat Palästina. Sie führt Vorträge und Podiumsdiskussionen durch, organisiert Studienreisen sowie Kundgebungen und Hilfsaktionen zugunsten Palästinas.
Die Gesellschaft wurde 1976 gegründet. Sie ging aus regionalen Palästinakomitees hervor. Das Zentralsekretariat der Organisation befindet sich in Bern. Bis April 1978 verstand sich die GSP als antiimperialistische Bewegung, danach stand die Freundschaft zwischen den zwei Nationen im Zentrum. Von 2003 bis 2017 war Daniel Vischer, Nationalrat der Grünen Partei, Präsident der GSP.
In den Medien tritt die GSP manchmal der Gesellschaft Schweiz-Israel gegenüber. Ein Teilnachlass der Zürcher Sektion der GSP befindet sich seit 1998 im Schweizerischen Sozialarchiv. Er umfasst unter anderem Protokolle, Akten, Archivexemplare von GSP-Zeitungen und Unterlagen zu Projekten.

## Publikationen
Organe der GSP waren unter anderem die Publikationen Palästina und Kämpfendes Palästina sowie ab 1984 die Publikation Blickpunkt Palästina.